# Bill Mantlo
Bill Mantlo és un ex guioniste de còmics novaiorqués que treballà per a Marvel Comics durant la dècada de 1970 i 1980 en títols com ROM: Spaceknight, Micronauts, Alpha Flight o Cloak and Dagger.
Àvid lector durant la infància, Mantlo treballava en les oficines de Marvel quan s'oferí voluntari per a escriure un guió urgent d'una història que no havien lliurat a temps: d'ençà, fon conegut com «el rei dels fill-in» per la seua capacitat per a guionitzar capítols en més de huit sèries mensuals.
Després de renyir amb l'editor Jim Shooter, el 1988 escrigué la minisèrie Invasion per a DC Comics; més tard es llicencià en dret i exercí d'advocat d'ofici al Bronx fins que un traumatisme cranioencefàlic l'obligà a retirar-se: l'any 1992, mentre patinava pel carrer fon atropellat per un cotxe, el conductor del qual pegà a fugir, i li provocà un dany cerebral adquirit; d'ençà, Mantlo viu postrat i necessita atenció permanent, de la qual cosa s'encarrega son germà Michael.
Pel seu seixanta-quatre natalici, Mantlo va rebre una espasa gegant de fusta amb dedicatòries i dibuixos de seixanta-cinc companys de professió, entre els quals Adam Kubert, George Pérez, Herb Trimpe, Kevin Eastman, Mark Bagley, Rob Liefeld, Steve Epting o Todd McFarlane. Com a cocreador del personatge Rocket Raccoon, Marvel li oferí a Mantlo una preestrena privada de la pel·lícula dels Guardians of the Galaxy; després de l'estrena de la segona part, gràcies al cobrament dels drets i les donacions anònimes, son germà pogué traure'l de la residència i obrar-li una casa al costat de la seua.